# Al-Masadschid
al-Masadschid (altsüdarabisch Maʿrabum, arabisch المساجد, DMG al-Masāǧid) ist ein archäologischer Fundplatz aus der altsüdarabisch-sabäischen Epoche, der am Rand des jemenitischen Hochlandbeckens, unterhalb des Bergrückens des Dschabal Ṣaḥl liegt, im Grenzgebiet zum einstigen Qataban.

## Geschichte
Der antike Fundort geht auf die Bautätigkeiten des sabäischen Mukarrib Yada'il Dharih I. zurück, dessen Regierungszeit von Hermann von Wissmann um 660 v. Chr., von Kenneth A. Kitchen hingegen um 490-470 v. Chr. angesetzt wird. Er hinterließ die drei bedeutendsten der dem Mondgott geweihten Almaqah-Tempel, den Awwam-Tempel vor den Toren der Hauptstadt Marib, den Tempel von Sirwah und den von al-Masadschid. Letzterer trug die Bezeichnung der sabäischen Hauptstadt Ma'rib (nicht zu verwechseln mit der Hauptstadt). Außerdem stellte Yada'il Dharih I. eine Befestigungsanlage her, die mehrmals als Murad erwähnt wird. Hiervon zeugen Inschriften (zitiert als RES 3949 und Gl 1108, 1109, 1122, 1116 und 1120), die Eduard Glaser abgeklatscht hatte. Die französische Forscherin für semitische Sprachen, Jacqueline Pirenne, konnte anhand örtlicher Inschriften nachweisen, wie sich Veränderungen an der graphischen Darstellung von Buchstaben vollzogen.

## Tempelanlage
Die elliptisch angelegte Tempelanlage präsentiert sich in einem schlechten Erhaltungszustand, der Tempel selbst liegt im Trümmerschutt. Lediglich Fundamentreste lassen einstigen Glanz erahnen. Der ägyptische Archäologe Ahmed Fakhry, der den Tempel erstmals beschrieb, konnte nachzeichnen, dass er in der üblichen viereckigen Bauweise errichtet worden war. Architektonisch folgte er dem Grundprinzip eines rechteckigen, säulenumstandenen ungedeckten Hofes, an dessen einer Seite die Cella (mknt) lag. Im Hof wurden Opfer dargebracht (zitiert als RES 2771 (Zeile 6) und 2774 (Zeile 3)). Die Gesamtanlage war von einer Steinmauer umfriedet und beherbergte einen 100 × 37 Meter großen Temenos, an dessen Vorderfront drei Eingänge liegen. Der mittlere war durch ein Pfeilerpropylon betont worden. Grundriss und Planschema spiegeln den Prototyp des sabäischen Tempelbaus.
Der aus dem 8./7. Jahrhundert stammende Tempel stand Jahrhunderte hindurch in kultischem Gebrauch, weshalb die Umstände verlangten, dass er erneuert und verändert werden musste, um dem herrschenden Zeitgeschmack entsprechend angepasst in neuem Licht zu erstrahlen. Im Laufe der Zeit wies seine Architektur Ornamentik-Elemente auf, die Hinweise darauf geben, dass sie zu deutlich späteren Zeiten eingefügt worden sind, so florale Kompositionen und fremde Stileinflüsse. An Ausstattung soll der Tempel metallene, überlebensgroße Tierplastiken enthalten haben, ebenso Votivbilder und Weihgeschenke in Form von Inschriftenstelen und solchen mit anderweitigen figürlichen Darstellungen.
siehe auch Artikelabschnitt: Architekturgeschichte Südarabien